# Robert Siatka
Robert Siatka (ur. 20 czerwca 1934 w Le Martinet we Francji) – francuski piłkarz polskiego pochodzenia, zawodnik reprezentacji Francji na Euro 1960.
Po zakończeniu kariery Siatka wrócił do swojego macierzystego klubu i został trenerem, następnie był trenerem Olympique Avignonnais oraz FC Bourges.
Łącznie wystąpił 259 meczach ligowych w Stade de z Reims strzelając 17 goli oraz rozegrał 22 gier (2 bramki) dla Nantes.

## Tytuły
- Mistrz Francji: 1955, 1958, 1960, 1962 ze Stade de Reims, 1965 z FC Nantes
- Puchar Francji: 1958
- Europejski Puchar Mistrzów, udział w 1955/56 (w tym w finale), 1958/59, 1960/61 i 1962/63 (16 występów, 2 bramki)
- Military World Champion 1957